# Talang Marap
Talang Marap is een bestuurslaag in het regentschap Kaur van de provincie Bengkulu, Indonesië. Talang Marap telt 483 inwoners (volkstelling 2010).